# Naturschutzgebiet Eichenwälder Wörde
Das Naturschutzgebiet Eichenwälder Wörde mit 33,14 ha Flächengröße liegt westlich von Altenkleusheim im Kreis Olpe. Das Gebiet wurde 2020 mit dem Landschaftsplan Landschaftsplan Nr. 5 Rothaarvorhöhen zwischen Olpe und Altenhundem durch den Kreistag des Kreises Olpe als Naturschutzgebiet (NSG) ausgewiesen. Die Umgebung ist als Landschaftsschutzgebiet ausgewiesen. Das Naturschutzgebiet Olpetal und Altenkleusheimer Bachtal grenzt fast direkt nördlich des NSG an.

## Beschreibung
Im Schutzgebiet liegt ein Seitental des Olpetals mit sich aufgabelnden Quell- und Talmulden. Die Talflächen im NSG werden überwiegend beweidet. Im Süden des NSG liegen an Grünlandhängen zwei beweidete Sickerquellzonen mit binsenreicher Feuchtwiesenvegetation. In diesen Sickerquellbereichen kommen die gefährdeten Pflanzenarten Sumpf-Veilchen und Igel-Segge vor. Eichensolitäre und Eichen-Baumgruppen stehen hier im Grünland. In den Bereichen der Plateau- und Hangzone des Bergrückens Hallöh stocken Eichenwälder die aus Niederwald hervorgegangen sind.

## Schutzzweck
Laut Landschaftsplan erfolgte die Ausweisung:
- „zur Erhaltung und Entwicklung von Quell- und Talmulden sowie Niederwäldern als bedeutsame Lebensräume für Tier- und Pflanzenarten,“
- „aus wissenschaftlichen und landeskundlichen Gründen, , insbesondere zur Erhaltung der Niederwaldrelik“
- „wegen der Seltenheit, besonderen Eigenart und hervorragenden Schönheit des Gebietes,“
- „zur Sicherung als Kernfläche im Biotopverbund.“[1]

## Gebote
Für das NSG wurden fünf spezielle Gebote erlassen:
- „eine extensive landwirtschaftliche Nutzung der Grünlandstandorte (Mahd, Beweidung) zu gewährleisten,“
- „natürlicherweise vernässte Standorte zu erhalten und die Wiedervernässung auf entwässerten Standorten zu fördern,“
- „den Alt- und Totholzanteil zu erhalten und zu vermehren,“
- „Niederwald abschnittsweise auf den Stock zu setzen, um die Artenvielfalt zu fördern und das kulturhistorische Zeugnis dieses Waldtyps zu erhalten,“
- „Nadelholzbestände, welche Biotoptypen nach § 30 BNatSchG i .V. m. § 42 LNatSchG gefährden, oder nadelholzbestockte Flächen, die standörtlich günstige Bedingungen für die Entwicklung seltener Waldgesellschaften bieten, vorrangig in Laubholzbestände aus lebensraumtypischen Laubholzarten umzuwandeln (Festsetzung nach § 12 LNatSchG).“[1]